# Parque Estadual da Serra da Tiririca
Parque Estadual da Serra da Tiririca é um parque estadual localizado nos municípios de Niterói, São Gonçalo e Maricá, no estado do Rio de Janeiro, no Brasil. Foi criado pela Lei Estadual 1 901, de 29 de novembro de 1991, de autoria do então Deputado Estadual Carlos Minc. Foi declarado "reserva mundial da biosfera" pela Organização das Nações Unidas para a Educação, a Ciência e a Cultura em 1992. Em 2012, teve seus limites ampliados pelo Decreto Estadual 43 913, incorporando a Reserva Municipal Darcy Ribeiro, as ilhas Pai, Mãe e Menina e o Morro da Peça, passando a abranger uma área de 3 493 hectares.
http://www.inea.rj.gov.br/Portal/Agendas/BIODIVERSIDADEEAREASPROTEGIDAS/UnidadesdeConservacao/INEA_008600
http://200.20.53.15/inea/peset.php
Localização: região litorânea, abrangendo áreas dos municípios de Niterói , São Gonçalo e Maricá. Esta unidade de conservação é composta por uma área marinha e uma terrestre formada por uma cadeia de montanhas que adentra o continente na direção sudoeste/nordeste, tendo no seu divisor de águas a extremidade lindeira dos municípios de Niterói, São Gonçalo e Maricá, finalizando seus limites na rodovia RJ-106.
Abrangência: além da porção marinha e da cadeia montanhosa que dá nome à unidade, outras três áreas adjacentes à serra fazem parte da área natural protegida do PESET: Morro das Andorinhas, Núcleo Restinga e Duna de Itaipu, localizadas na região oceânica de Niterói, mais precisamente em Itaipu.
TEM COMO OBJETIVOS BÁSICOS
Manter e proteger a biodiversidade e os recursos genéticos do território; promover a sustentabilidade do entorno para o uso dos recursos naturais, estimulando o desenvolvimento integrado da região com auxílio da educação ambiental; preservar e conservar o sistema hidrográfico local, bem como favorecer a recarga natural do lençol freático; contribuir com a amenização climática; minimizar os riscos de erosão na região onde está inserido proteger todas as espécies vegetais e animais, bem como os ecossistemas a que pertencem, as belezas cênicas das paisagens, monumentos naturais, sítios arqueológicos e outros ativos culturais; estimular e auxiliar as pesquisas científicas do patrimônio natural, material e imaterial e favorecer o uso recreativo e cultural do parque, de forma adequada, pela sociedade.

## Passagem de Charles Darwin
No século XIX, mais especificamente em 1832, a região atualmente abrangida pelo parque foi visitada pelo naturalista inglês Charles Darwin, o que contribuiu para a formulação, por este, da teoria da evolução das espécies.
“Após passar por uma região cultivada, adentramos uma floresta cuja grandeza não podia ser superada. À medida que os raios de sol penetravam a massa emaranhada, lembrei-me energicamente de duas gravuras francesas feitas a partir dos desenhos de Maurice Rugendas e Le Compte de Clavac. Elas representam bem o número infinito de cipós e plantas parasitas e o contraste das árvores florescentes com os troncos mortos e podres. Eu não conseguia de maneira alguma parar de admirar essa cena. Chegamos por volta do meio-dia a Itaocaia, pequeno vilarejo situado em uma planície.” (Charles Darwin, Diário do Beagle - 1831-1836).
Durante a famosa viagem ao redor do mundo a bordo do navio Beagle, o naturalista britânico Charles Darwin permaneceu no Rio de Janeiro por alguns meses e aproveitou esse tempo realizando inúmeras expedições pelas nossas matas. Na primeira dessas viagens, em direção a Macaé, no dia 8 de abril de 1832, Darwin deixou registrado o seu encantamento com a beleza da Serra da Tiririca, quando a cruzou a cavalo por uma antiga trilha, chegando à Fazenda Itaocaia, fundada no século XIX, onde almoçou. 
Atualmente podemos refazer o mesmo trajeto bucólico por um caminho de terra de 2 km, que corta de oeste a leste a serra pelo vale formado com as encostas do Morro da Serrinha, interligando o bairro de Engenho do Mato, em Niterói, ao bairro de Itaocaia, em Maricá.

## Geografia
Bioma:
- Mata Atlântica
- Ecossistemas Costeiros

Área:
- 3.493 ha.